# Pływanie na Letnich Igrzyskach Olimpijskich 1912 – 400 m stylem klasycznym mężczyzn
Wyścig na dystansie 400 metrów w stylu klasycznym mężczyzn był jedną z konkurencji pływackich rozgrywanych podczas V Igrzysk Olimpijskich w Sztokholmie.
Konkurencja ta była rozgrywana na igrzyskach olimpijskich tylko trzykrotnie – w 1904, 1912 i 1920 roku. Złoto zdobył reprezentant Niemiec Walter Bathe. Było to jego drugie złoto na tych igrzyskach – kilka dni wcześniej wygrał wyścig na 200 metrów stylem klasycznym. Bathe pokonał rywali w finale bardzo łatwo. Na pierwszym nawrocie wygrywał już o cztery metry, a po 250 metrach – o 10 metrów. Co więcej pokonał swoich rywali już drugi raz, gdyż ci sami zawodnicy startowali w finale na 200 metrów żabką.

## Rekordy
| Rekord świata     | -                     | -      | -               | -               |
| Rekord olimpijski | Georg Zacharias (GER) | 7:23,6 | St. Louis (USA) | 7 września 1904 |

## Wyniki

### Eliminacje
Do zawodów przystąpiło 17 zawodników. Zostali podzieleni na 5 wyścigów. Awans uzyskiwało dwóch najlepszych z każdego wyścigu oraz najszybszy z zawodników na trzecich miejscach.
Wyścig 1
| Poz. | Zawodnik        | Wynik  | Uwagi |
| ---- | --------------- | ------ | ----- |
| 1.   | Thor Henning    | 6:52,4 | Q     |
| 2.   | George Innocent | 7:07,8 | Q     |
| -    | Josef Wastl     | DNF    |       |
| -    | Oszkár Demján   | DQ     |       |

Wyścig 2
| Poz. | Zawodnik          | Wynik  | Uwagi |
| ---- | ----------------- | ------ | ----- |
| 1.   | Paul Malisch      | 6:47,0 | Q     |
| 2.   | Lennart Lindroos  | 7:00,0 | Q     |
| 3.   | Nils Andersson    | 7:17,0 |       |
| -    | Michael McDermott | DQ     |       |

Wyścig 3
| Poz. | Zawodnik             | Wynik  | Uwagi |
| ---- | -------------------- | ------ | ----- |
| 1.   | Wilhelm Lützow       | 6:49,8 | Q     |
| 2.   | Félicien Courbet     | 6:52,6 | Q     |
| 3.   | Zeno von Singalewicz | 7:04,0 | q     |
| 4.   | Frank Schryver       | 7:07,8 |       |

Wyścig 4
| Poz. | Zawodnik         | Wynik  | Uwagi |
| ---- | ---------------- | ------ | ----- |
| 1.   | Percy Courtman   | 6:43,8 | Q     |
| 2.   | Arvo Aaltonen    | 6:48,8 | Q     |
| 3.   | Vilhelm Lindgrén | 7:12,6 |       |

Wyścig 5
| Poz. | Zawodnik          | Wynik  | Uwagi |
| ---- | ----------------- | ------ | ----- |
| 1.   | Walter Bathe      | 6:34,6 | Q     |
| 2.   | Gieorgij Bajmakow | 7:28,6 | Q     |

### Półfinały
Awans uzyskiwało dwóch najlepszych z każdego wyścigu oraz najszybszy z zawodników na trzecich miejscach.
Półfinał 1
| Poz. | Zawodnik             | Wynik  | Uwagi |
| ---- | -------------------- | ------ | ----- |
| 1.   | Walter Bathe         | 6:32,0 | Q     |
| 2.   | Thor Henning         | 6:32,0 | Q     |
| 3.   | Percy Courtman       | 6:36,6 | q     |
| 4.   | Félicien Courbet     | 6:59,8 |       |
| -    | Zeno von Singalewicz | DNF    |       |
| -    | Gieorgij Bajmakow    | DNS    |       |

Półfinał 2
| Poz. | Zawodnik         | Wynik  | Uwagi |
| ---- | ---------------- | ------ | ----- |
| 1.   | Wilhelm Lützow   | 6:44,6 | Q     |
| 2.   | Paul Malisch     | 6:47,6 | Q     |
| 3.   | Arvo Aaltonen    | 6:56,8 |       |
| 4.   | Lennart Lindroos | 7:00,4 |       |
| -    | George Innocent  | DNF    |       |

### Finał
| Poz. | Zawodnik       | Wynik  |
| ---- | -------------- | ------ |
|      | Walter Bathe   | 6:29,6 |
|      | Thor Henning   | 6:35,6 |
|      | Percy Courtman | 6:36,4 |
| 4.   | Paul Malisch   | 6:37,0 |
| -    | Wilhelm Lützow | DNF    |